# Cameco
Cameco — канадская горнорудная компания, один из крупнейших производителей урана в мире. Образована в 1988 году объединением двух государственных предприятий, Eldorado Nuclear и Saskatchewan Mining Development, приватизирована в 1991 году.

## История
Название компании произошло от первых букв следующих слов: Canadian Mining and Energy Corporation («Канадская горнодобывающая и энергетическая корпорация»).
Eldorado Nuclear была основана в 1926 году и являлась старейшей компанией по добыче урана в Северной Америке. В годы Второй мировой войны была национализирована; добычу урана вела в провинции Саскачеван, в переработку — в Онтарио. Наибольшего расцвета урановая промышленность достигла в 1970-х годах, особенно после нефтяного кризиса 1973 года; только в США было запланировано строительство 50 новых реакторов, цена на урановый концентрат достигала 40 долларов за фунт. Авария на АЭС Три-Майл-Айленд и Чернобыльская катастрофа подорвали положение отрасли, цена на урановый концентрат упала до 10 долларов. Начался процесс консолидации предприятий по добыче урана, в 1988 году Eldorado Nuclear была объединена с Saskatchewan Mining Development (принадлежавшей правительству провинции Саскачеван), а в 1991 году приватизирована путём размещения акций на биржах Торонто и Монреаля. Образовавшаяся компания Cameco была одним из крупнейших производителей урана в мире, однако особых перспектив для роста у неё не было, поскольку распад СССР привёл к окончания гонки вооружений, в начале XXI века уран из советских боеголовок обеспечивал электроэнергией каждый десятый дом в США.
В 1990-х годах Cameco закрепила лидирующие позиции в отрасли, скупая активы компаний, которые решили уйти с рынка производства ядерного топлива. В 1996 году компания разместила свои акции ещё и на Нью-Йоркской фондовой бирже, вырученные средства были направлены на покупку доли в золотодобывающей шахте в Кыргызстане и американской компании Power Resources (крупнейшая по добыче урана в США). В 1998 году была куплена компания Uranerz Exploration владевшая долями в урановых рудниках в Саскачеване McArthur River и Rabbit Lake.
В 2004 году золотодобывающие активы в Кыргызстане, Монголии и США были выделены в компанию Centerra Gold.
По состоянию на 2009—2012 года на месторождении McArthur River компания Cameco добывала 13-14 % мировой добычи урана, ещё 3 % — на шахте Rabbit Lake (2009). Добыча на McArthur River была приостановлена в 2017 году, а на Rabbit Lake — в 2016 году.
В октябре 2022 года Cameco совместно с инвестиционной группой Brookfield Business Partners приобрела американского производителя оборудования для атомных электростанций Westinghouse Electric Company; сумма сделки, включая долг, составила 7,9 млрд долларов.

## Деятельность
Основные подразделения:
- Уран — поиск и разработка месторождений урана, производство концентратов, торговля урановыми концентратами; 79 % выручки;
- Топливо — конечная очистка и обогащение урана, производство топливных элементов; 20 % выручки.

Месторождения по состоянию на 2022 год:
- Миллениум (Millennium) — шахта на севере провинции Саскачеван, открыта в 2000 году, доля компании 69,9 %[7];
- Йилирри (Yeelirrie) — открытая разработка в Западной Австралии, месторождение открыто в 1972 году, куплено в 2012 году[8]
- Кинтайр (Kintyre) — открытая разработка в Западной Австралии, месторождение открыто в 1985 году[9]